# Jaroslav Žák
Jaroslav Žák (28. listopadu 1906 Praha – 29. srpna 1960 Praha) byl český středoškolský pedagog, spisovatel a scenárista.

## Životopis

### Před rokem 1945
Narodil se v rodině poštovního úředníka (poštovního asistenta) Josefa Žáka (1879–??) a jeho manželky Zdeňky, rozené Sokolové (1883–??). Rodina bydlela v Bubenči, v roce 1909 se přestěhovala na Žižkov.

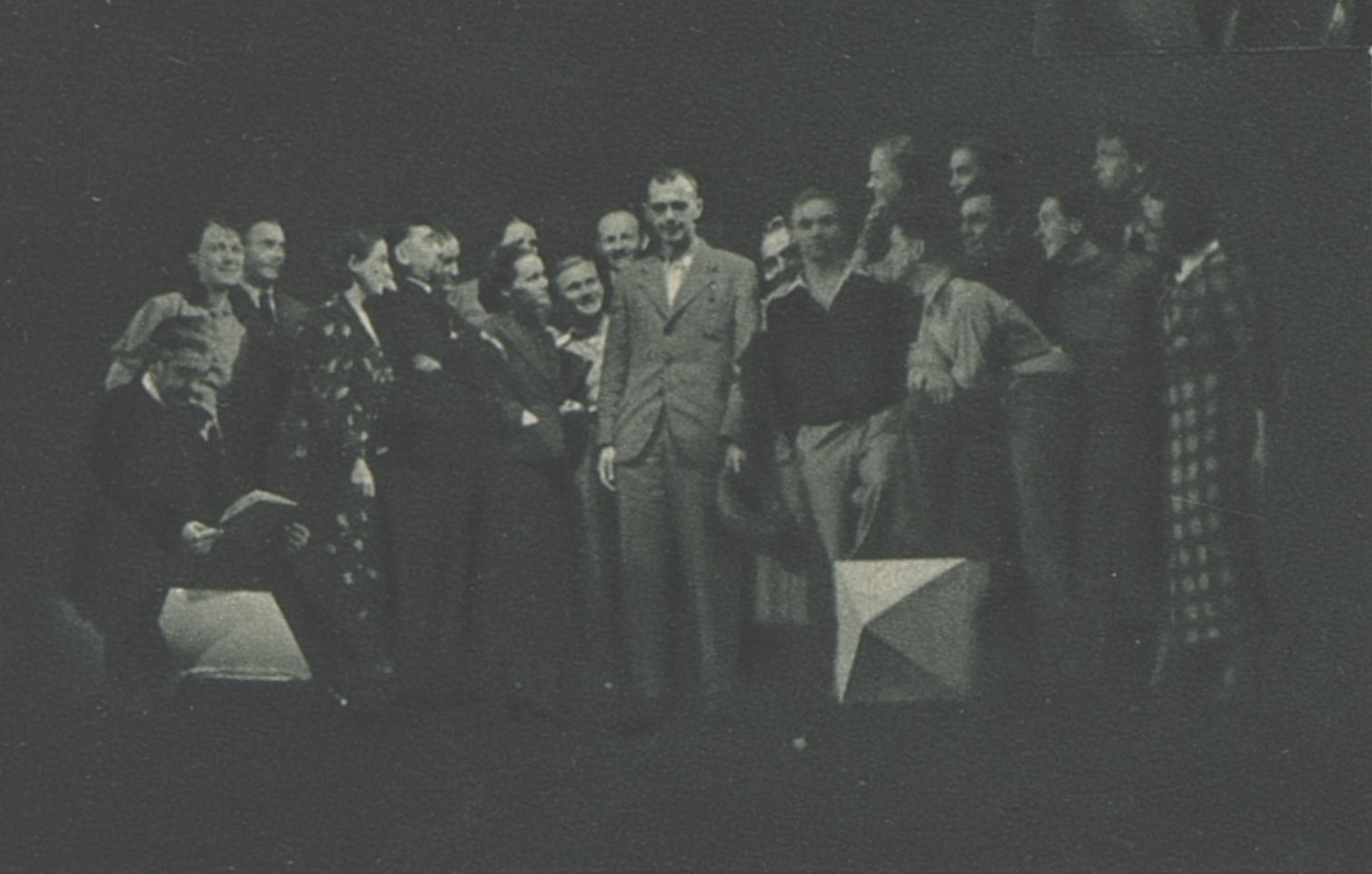
Jaroslav Žák (uprostřed) s herci divadla D 38 z inscenace Škola základ života (časopis Eva, září 1937)

Už ve svých třinácti letech napsal svou první povídku Pancéřová loď (1919) se sci-fi námětem. Otištěna byla až dlouho po jeho smrti. V Praze absolvoval základní i klasické gymnázium v Libušině ulici na Žižkově, pak i v letech 1925–1929 úspěšně Filozofickou fakultu Karlovy univerzity. Vystudoval latinu a francouzštinu. Stal se učitelem jazyků, napřed v Praze, od roku 1932 ve Dvoře Králové, pak na Slovensku v Liptovském Mikuláši. Od září 1936 do září 1946 působil jako středoškolský profesor latiny a francouzštiny na Reálném gymnáziu v Jaroměři. Některé Žákovy knížky se inspirují životem na jaroměřském gymnáziu. Mnohý literární typ profesora, studenta, jejich návyky či řeč – studentský slang – našly živý pravzor ve zdech jaroměřské alma mater.

### Po válce
V letech 1945–1948 byl lektorem, scenáristou Československého státního filmu v Praze a také novinářem. V roce 1946 se přestěhoval do Prahy. V deníku Svobodné slovo publikoval na pokračování román Ve stínu kaktusu reflektující soudobou situaci v Československu. Prorežimní kritici označili Žáka za „tvůrce bez odpovědnosti, který kazí mladou inteligenci recesí“. Záhy byl vyloučen ze syndikátu spisovatelů, propuštěn z Barrandova a další publikační činnost mu byla dobu znemožněna. Díla Konec starých časů a Na úsvitě nové doby zesměšňující únorový puč psal bez naděje na jejich publikaci. V roce 1952 byl zaměstnán na vedení zdravotnické dokumentace. Pracoval také jako překladatel a korektor pod cizími jmény. Pracoval pak jako korektor, od r. 1955 pořizoval anotace z odborného tisku v Ústavu pro zdravotnickou dokumentaci. Zemřel náhle na srdeční infarkt ve věku nedožitých 54 let.
Děj politického satirického románu Konec starých časů (1991, 2010), týkající se událostí Února 1948, je vsazen do Jaroměře-Josefova, která je předobrazem románového Pepova Týnce nad Lesem.

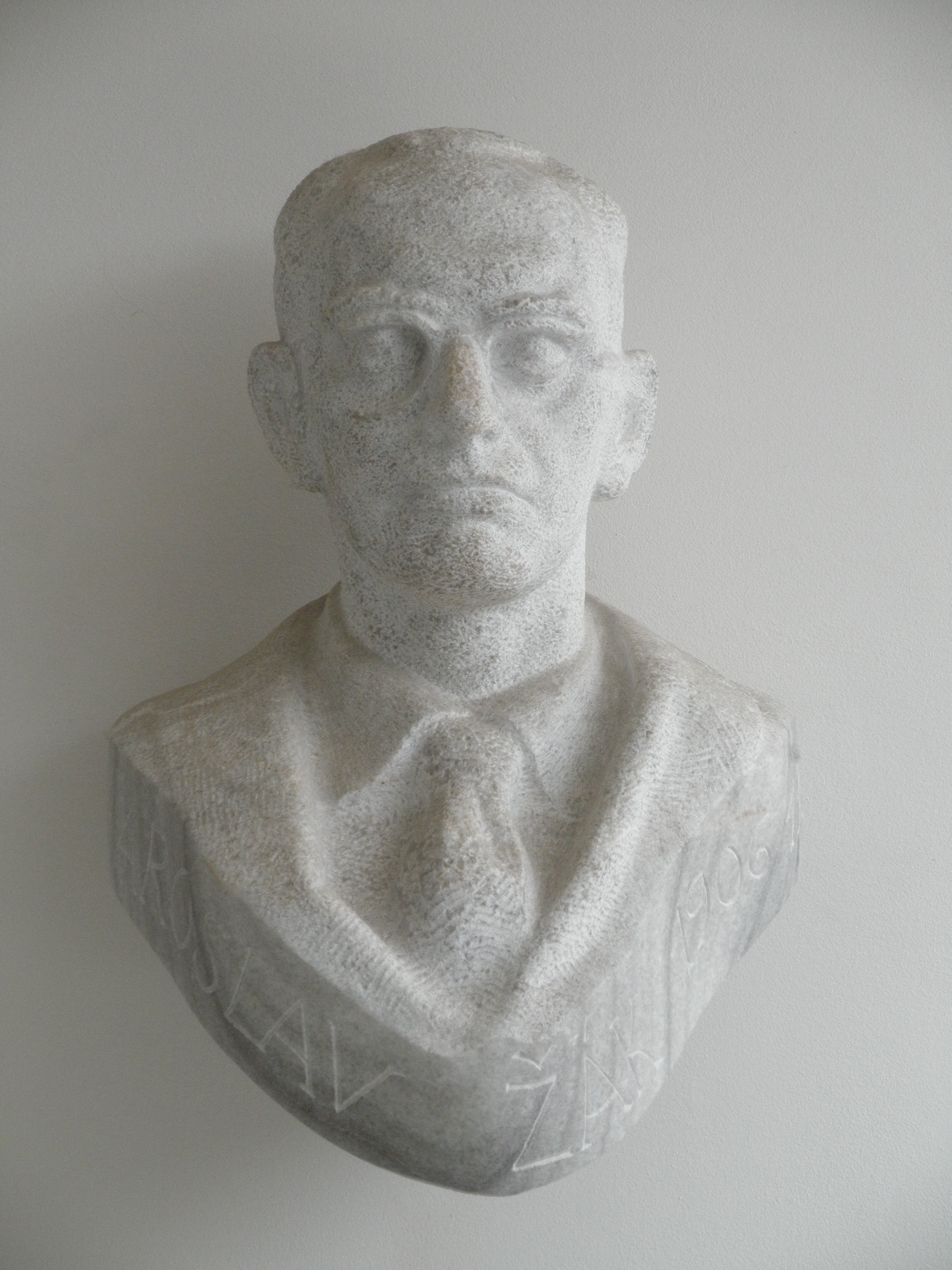
Busta Jaroslava Žáka v Jaroměři sochaře Petra Nováka (2015)

Jeho díla začala znovu nepravidelně vycházet po roce 1958.

## Dílo

### Knižní vydání
Níže jsou uvedena pouze první vydání:
- Bohatýrská trilogie (první vydání 1930–1933; 1959)
  - Budulínek a Matlafousek aneb Vzpoura na parníku Primátor Ditrich (1930, spolu s Vlastimilem Radou, pod pseud. Jerry Jack)
  - Z tajností žižkovského podsvětí (1933, spoluautor Vlastimil Rada)
  - Dobrodružství šesti trampů aneb Nové pověsti české (1933, spoluautor Vlastimil Rada)
- Študáci a kantoři (zfilmováno jako Škola základ života, 1937)
- Cesta do hlubin študákovy duše (inspirovalo stejnojmenný film)
- Vydržte až do finiše (1939)
- Pan Posleda, přítel študáků (1939)
- Svět se mění nenápadně (1940 reedice nakladatelství Olympia 1971)
- Oheň (1943)
- Kámen mudrců (1946 reedice nakladatelství Olympia 1970)
- Kouzelné rukavice (1958)
- Dobrý borec Antonín (1959)
- Ve stínu kaktusu (1948 v novinách, 1990 knižně)
- Konec starých časů (1948, vyšlo 1991)
- Na úsvitu nové doby (po 1948, vyšlo 1993)

### Filmografie
- 1938 Škola základ života (film, námět dle divadelní hry a románu, režie Martin Frič)
- 1939 Cesta do hlubin študákovy duše (film, námět a spoluautor scénáře, dle stejnojm. románu, režie Martin Frič, hl. role Jindřich Plachta, Ladislav Pešek aj.)
- 1947 Čapkovy povídky (povídkový film, spoluautor adaptace námětu, režie Martin Frič)
- 1969 Dobrodružství šesti trampů (šestidílný TV seriál, autor námětu s Vlastimilem Radou)
- 2012 Škola základ života (autor námětu, TV záznam divadelního představení Městského divadla Brno)